# Збірна Білорусі з баскетболу
Збірна Білорусі з баскетболу (біл. Мужчынская зборная Беларусі па баскетболе) — національна баскетбольна команда, яка представляє Білорусь на міжнародній баскетбольній арені.

## Історія
До 1992 року Білорусь входила до складу СРСР і білоруські гравці грали у складі збірної Радянського Союзу.
Після здобуття незалежності від Радянського Союзу, збірна Білорусі дебютувала у кваліфікаційному відборі на Євробаскет 1993 року але зазнали невдачі.
Впродовж наступних років білоруси жодного разу не пробивались на міжнародні турніри. У відборах на Євробаскет білоруси з 2005 по 2011 роки виступали у другому дивізіоні, де теж не була серед фаворитів.
У кваліфікаційному відборі 2017 року, збірна в першому матчі здобула перемогу в групі над збірною Португалії і у підсумку посіла третє місце та вибула.
У відборі на чемпіонат світу 2019 року, білоруси на першому етапі фінішували другими в групі обійшовши за сумою двох матчів португальців. На другому етапі фінішували останніми в групі маючи в активі лише одну перемогу над словенцями 93–92.
У кваліфікаційному відборі на Євробаскет 2022 білорури вибули з подальшої боротьби на третьому етапі.
Через участь Білорусі у повномасштабному вторгненні Росії в Україну, ФІБА відсторонила Білорусь від участі в міжнародних змаганнях.
Станом на 2025 рік білоруська збірна жодного разу не потрапляла на чемпіонат світу та Олімпійські ігри.